# ATVニュース
ATVニュース（エーティーブイニュース）は、青森テレビ（ATV）で放送のローカルスポットニュース番組である。2013年9月26日まではローカルスポットニュースにタイトルを表示していた。翌9月27日以降は番組タイトルは表示していない。

## 放送枠の変遷

### 昼・午後
1969年12月の開局時から1975年3月までは12:55～13:00の放送、1973年4月～1977年3月までは14時台・15時台の放送があった。午後については、途中で放送時間が変わっている（当時放送していた「ATV内外ニュース」(1973年10月開始)と放送枠を交換したため）。
- 1973年4月～1975年9月　15:55～16:00
- 1975年10月～1977年3月　14:55～15:00

1977年4月からは「ATVニュースロータリー」として長らく放送され、2010年3月に終了、廃枠となった。

### 平日夕方
開局時から1976年3月まで「JNNニュースコープ」放送後の18:50～19:00 に放送。「ATVニュースワイド」開始により、平日夕方のローカルニュース枠は時間を拡大し「ニュースコープ」放送前の18時台前半に移動した。

### 平日夜
JNNフルネット局になった1975年3月31日より開始。なお、これ以前（ANNとのクロスネット時代） は火曜～木曜の同時間帯に「ANNニュース」が放送されていた。2013年9月26日の放送を以て夜の放送を終了、翌月から同枠は番宣「ラブリーATV」に転換された。また、これにより当番組枠は完全に消滅。
月曜の放送
JNNの最終版ニュースが22時台の放送だった1987年10月～1989年9月までは月曜の放送があった。月曜の放送があったのはこの2年間のみで、これ以前は「月曜ロードショー」があったため、開局時から放送がなかった。また、この期間は月曜～金曜通しての放送となっていた。
逆に火曜と水曜においては2時間番組との兼ね合いから、放送がなかった時期がある（下記参照）。特に1989年10月の改編では、月・火・水の21･22時台が2時間番組で占められる編成となり、当番組の放送枠が減少したことから、その代替として「ATVニュース&天気」が平日22:54枠でスタートした（1998年3月まで月～金、同年4月～1999年3月の終了までは金曜のみ）。2012年4月、映画放送枠「水曜プレミアシネマ」の開始に伴い、6年半ぶりに水曜の放送が休止となった。
火曜の休止
- 1989年10月～1992年9月　（「ギミア・ぶれいく」放送のため）

水曜の休止
- 第1期…1984年10月～1987年9月　（「恋はミステリー劇場」→「水曜ドラマスペシャル」放送のため）
- 第2期…1989年10月～1996年9月　（'89年10月～'93年9月までは「水曜ロードショー」、'93年10月～'96年9月までは「情報スペースJ→スペースJ」放送のため）[4]
- 第3期…2004年4月～2005年9月　（「水曜プレミア」放送のため）
- 第4期…2012年4月～2013年9月　（「水曜プレミアシネマ」放送のため）

長時間特番が絡んだ場合、22時台 に繰り下げられることが多いが、2010年3月17日（水曜日）の放送は本来「JNNフラッシュニュース」を放送している20:54枠での異例の繰り上げ放送となった。これは19:50からの3時間特番をATVにて21:00からの飛び乗り放送としたことと、当日の「JNNフラッシュニュース」が休止でJNN協定の縛りがなかったため。

### 週末夕方
土曜
開局時から2008年3月まではJNNの夕方ニュースに続く形で、一貫して18:50～19:00に放送していたが、「報道特集NEXT」（現・報道特集）の開始で土曜のローカルニュースは同番組の内包へ移行した。2008年4月～同年9月までは18:42～18:47の放送で、2008年10月より現在の17時台に移動した。なお、かつての放送枠には天気予報のみ残り、番宣が新たに加わる。
日曜
土曜と同じくJNNの夕方ニュースに続く形で放送されているが、同枠と共に放送時間が数度変わっている。
- 開局時～1973年3月　17:50～18:00
- 1973年4月～1982年3月　18:50～19:00　（17時台～18時台に跨ってバラエティが編成されたため）
- 1982年4月～2000年3月　17:50～18:00　（「JNN報道特集」の日曜18時台移動に伴う。9年ぶりに放送時間が戻る）
- 2000年4月～2008年3月　17:20～17:30　（「JNN報道特集」の放送時間繰り上げに伴う）
- 2008年4月～2011年9月　17:50～18:00　（土曜18時台のアニメ枠（当時・毎日放送制作）が日曜17時台前半に移動。8年ぶりに放送時間が戻る）

※2011年10月からは日曜版「Nスタ」に内包での放送へ移行（17:45〜17:55。天気予報もこの枠内で放送）。

## オープニングの変遷
- 1975年?～1988年 
かつてのJNNニュースオープニング同様、大量のJNNロゴが滝のように流れ出て、その谷間からタイトルが出てくるもの。テーマ曲は中村八大作曲によるJNNニュースのテーマ（通称:八大テーマ･10秒のショートバージョン）。
- 1988年4月～1992年3月（これよりCG制作）
テーマ曲はそのまま八大テーマを使用しつつも、モノクロの空間から金色のタイトルが出てくるものに変更された。
- 1992年4月～2001年頃 
青森市内の風景をCG化したものをバックにタイトルが登場するもの。これよりテーマ曲は独自のものを使用、映像と共に変更されるようになる（この時期はメジャー調）。
- 2001年～2006年6月 
タイトルの「ニュース」のロゴと、これまで2段表示だったタイトルのレイアウトを1段に変更。電子基盤のようにワイヤーで描かれた夜の都市上にタイトルが現れ、画面に正対で映ったところで回転するというもの。テーマ曲はメジャー調。
- 2006年7月～2009年3月（地上デジタル放送開始に伴う変更。これよりハイビジョン制作） 
番組タイトルが連続して下から上へ流れ出るところに3Dのタイトルが現れ、「AOMORI TELEVISION」の表記を乗せた青森県の地形がタイトルの後ろに現れて画面右下に引っ込む、というもの。タイトルロゴが1世代前のものと比較して、少し角が取れている。テーマ曲はマイナー調。
- 2009年4月～2013年9月・2019年4月1日昼
「総力報道!THE NEWS」開始によるJNN系列のニュース枠改編に伴うリニューアル。「ATVニュースワイド」のOPと同じ流れを汲み、白い背景に紺・青・水色ベースの様々な円形模様が連続して現れた後にタイトルが登場する（「情熱大陸」のOPにやや似ている）。テーマ曲もこの流れを汲んで編曲こそ似ているが、メロディは「ニュースワイド」のそれと異なり、ややマイナー調。

## その他
- 内容は、原則ATV発の青森ローカルニュースを放送しているが、1990年代前半[いつ?]の1月1日に放送されたニューイヤー駅伝内の｢JNNニュース｣（全国ニュース）を｢ATVニュース JNN｣として放送していた。また、1973年10月1日から共同通信社と提携して青森県内外のニュースを伝える「ATV内外ニュース」を、午前と午後の各1回放送していた[8]。
- 2019年4月1日昼ニュースは、『新元号発表に関するJNN報道特別番組』放送で、「ひるおび!JNNニュース」[9] が休止となったため、12時55分からの単独枠で放送した。

## 姉妹番組
- ATVニュースロータリー…1977年4月～2010年3月まで放送していた午後のスポットニュース。
- ATVニュース&天気…1989年10月～1999年3月まで放送していた22時台のスポットニュース。
  - 両番組ともタイトルが異なるだけで、セットとテロップフォーマットは当番組と同じ。
- ATVニュースワイド…1976年4月～2015年4月まで放送していた夕方のローカルワイドニュース。